# Asymmetron
Asymmetron é um gênero de anfioxos da família Asymmetronidae, que possui apenas duas espécies descritas:
- Asymmetron lucayanum Andrews, 1893
- Asymmetron inferum Nishiwaka, 2004Referências

1. ↑  «Asymmetron Andrews, 1893». www.gbif.org (em inglês). Consultado em 28 de abril de 2018